# Tennis (gruppo musicale)
I Tennis sono un duo musicale statunitense, attivo dal 2010 e formato da Alaina Moore e Patrick Riley, marito e moglie.

## Storia del gruppo
La prima pubblicazione del gruppo è rappresentata dal singolo Baltimore, pubblicato nel luglio 2010 e seguito da un altro brano, South Carolina. Il primo album in studio è Cape Dory, pubblicato dalla Fat Possum nel gennaio 2011.
Il secondo disco Young & Old viene diffuso nel febbraio 2012 ed è prodotto da Patrick Carney, membro dei The Black Keys. Il disco era stato anticipato dal singolo Origins (dicembre 2011).
Nel novembre 2013 è stato pubblicato l'EP di quattro tracce Small Sound (Communion Records). Il terzo disco Ritual in Repeat viene pubblicato da Communion nel settembre 2014.
Nei primi mesi del 2015 James Barone lascia il gruppo, che diventa quindi un duo.
Nel 2017 il gruppo autoproduce un disco Yours Conditionally, uscito nel mese di marzo. La band in seguito partecipa al Coachella Valley Music and Arts Festival 2017 in supporto a Spoon e The Shins.

## Formazione

### Formazione attuale
- Alaina Moore - voce, tastiera, chitarra
- Patrick Riley - chitarra, basso

### Ex componenti
- James Barone - batteria (2011-2015)

## Discografia

### Album in studio
- 2011 - Cape Dory
- 2012 - Young & Old
- 2014 - Ritual in Repeat
- 2017 - Yours Conditionally
- 2020 - Swimmer
- 2023 - Pollen

EP
- 2013 - Small Sound